# 尼拉·坦登
尼拉·坦登（英語：Neera Tanden，1970年9月10日—），美国政治顾问、前政府官员，美国进步中心主席。坦登曾参与多次民主党总统竞选活動，包括迈克尔·杜卡基斯、比尔·克林顿以及巴拉克·奥巴马等人的總統競選活動。奥巴马政府期间，坦登协助起草了《患者保护与平价医疗法案》。
2020年11月30日，当选总统拜登宣布将提名坦登出任美国行政管理和预算局局长。2021年1月，坦登在拜登就任总统前大量删除了此前在推特上的发言，其中包括此前坦登对共和党国会议员的攻击性言论，引发参议院议员不满。3月2日，拜登总统正式撤回坦登的提名。2021年5月17日，坦登就任美国总统高级顾问。

## 外部連結
- 尼拉·坦登的X（前Twitter）
- C-SPAN內的頁面（英文）
- 尼拉·坦登在互联网电影资料库（IMDb）上的資料（英文）